# Linda Bolderová
Linda Bolder (* 3. červenec 1988 Velsen, Nizozemsko) je reprezentantka Izraele v judu. Původem je Nizozemka, svojí vlast reprezentovala do roku 2014.

## Sportovní kariéra
Začínala pod vedením Bena Rietdijka ve Velserbroeku. Od juniorských let patří k nejlepším středním vahám v Evropě, ale o pozici reprezentační jedničky musí tvrdě bojovat. Potom co ukončila sportovní kariéru Edith Bosch, byla její největší soupeřkou Kim Polling.
V roce 2014 udělala vše proto aby dosahovala lepších výsledků než Pollingová. Na začátku února vyhrála prestižní pařížský turnaj, ale měsíc na to si na světovém poháru v Německu prolomila levé koleno. Týden na to podstoupila plastiku křížového vazu a přišla o celou sezonu 2014. Během rekonvalescence dospěla k závěru, že zvětší své šance ke startu na olympijských hrách v roce 2016 změnou občanství. Od roku 2015 tak startuje za Izrael.

## Výsledky
| Turnaj             | 2004         | 2005         | 2006         | 2007         | 2008         | 2009         | 2010         | 2011         | 2012         | 2013         | 2014         |
| Turnaj             | 16           | 17           | 18           | 19           | 20           | 21           | 22           | 23           | 24           | 25           | 26           |
| Turnaj             | střední váha | střední váha | střední váha | střední váha | střední váha | střední váha | střední váha | střední váha | střední váha | střední váha | střední váha |
| ------------------ | ------------ | ------------ | ------------ | ------------ | ------------ | ------------ | ------------ | ------------ | ------------ | ------------ | ------------ |
| Mistrovství světa  |              | —            |              | —            |              | —            | —            | úč.          |              | úč.          | —            |
| Mistrovství Evropy | —            | —            | —            | —            | —            | —            | 5.           | 7.           | 5.           | 2.           | —            |
| ME do 23 let       | —            | 7.           | —            | —            | 1.           | 2.           | —            |              |              |              |              |
| ME juniorů         | —            | —            | 3.           | 1.           |              |              |              |              |              |              |              |
| ME dorostenců      | 1.           |              |              |              |              |              |              |              |              |              |              |